# LED

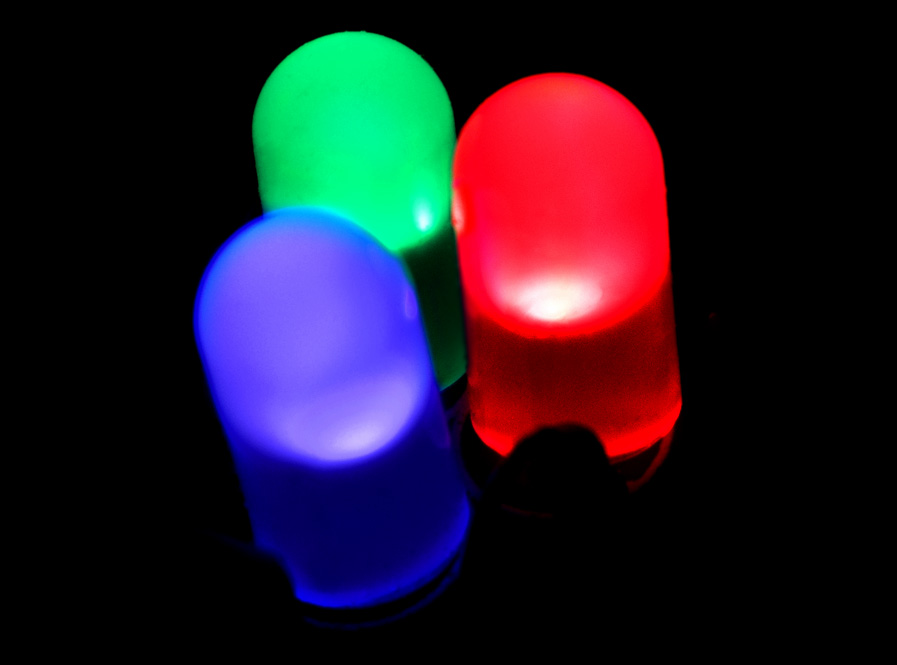
LED-uri albastre, roșii și verzi; acestea pot fi combinate pentru a produce orice culoare.

Un LED (din engleză light-emitting diode, însemnând diodă emițătoare de lumină) este o diodă semiconductoare ce emite lumină la polarizarea directă a joncțiunii p-n. Efectul este o formă de electroluminescență.
Un LED este o sursă de lumină mică, de cele mai multe ori însoțită de un circuit electric ce permite modularea formei radiației luminoase. De cele mai multe ori acestea sunt utilizate ca indicatori în cadrul dispozitivelor electronice, dar din ce în ce mai mult au început să fie utilizate în aplicații de putere ca surse de iluminare. Culoarea luminii emise depinde de compoziția și de starea materialului semiconductor folosit, și poate fi în spectrul infraroșu, vizibil sau ultraviolet. Pe lângă iluminare, LED-urile sunt folosite din ce în ce mai des într-o serie mare de dispozitive electronice.

## Istoric
Electroluminescența a fost descoperită în anul 1907 de către  H. J. Round, folosind un cristal de carbură de siliciu și un detector primitiv dintr-un metal semiconductor. Rusul Oleg Vladimirovich Losev a fost primul care a creat primul LED prin anii 1920. Cercetarea sa a făcut înconjurul lumii, însă nu s-a găsit nici o întrebuințare a acesteia timp de câteva decenii.
În anul 1961, Bob Biar și Gary Pittman, au descoperit că aplicând curent unui aliaj din galiu si arsen, acesta emite o radiație infraroșie.
Primul LED cu emisie în spectrul vizibil (roșu) a fost realizat în anul 1962 de către Nick Holonyak, când lucra la General Electric Company. Un fost student al acestuia, M. George Craford, a inventat primul LED de culoare galbenă și a îmbunătățit factorul de iluminare al Led-urilor roșu și roșu -portocaliu de circa zece ori în anul 1972. 
Până în 1968 LED-urile vizibile și cele infraroșii costau foarte mult, aproape 200 de dolari și nu puteau fi folosite decât la aplicații minore. Prima corporație care a trecut la fabricarea LED-urilor pe scară largă a fost Monsanto Corporation, realizând în 1968 LED-uri pentru indicare. Acestea au fost preluat de către compania Hewlett Packard și integrate în primele calculatoare alfanumerice.  
Primele LED-uri comercializate pe scară largă au fost folosite pentru înlocuirea indicatoarelor incandescente, întâi la echipamentele scumpe ca cele de laborator și de teste, apoi, mai târziu, la televizoare, radiouri, telefoane, calculatoare, chiar și ceasuri. Aceste LED-uri roșii nu puteau fi folosite decât pentru indicare deoarece emisia de lumină nu era suficientă pentru iluminarea unei suprafețe. În decursul anilor s-au descoperit și alte culori ale LED-urilor, cu capacități mai mari de iluminare.
Primul LED cu capacitate mare de iluminare a fost realizat de cercetătorul Shuji Nakamura în anul 1993 dintr-un aliaj de  InGaN. Acesta a fost premiat în anul 2006 cu Milennium Technology Prize pentru invenția sa.
În anul 2008, cel mai puternic LED comercializat aparținea firmei sud-coreene Seoul Semiconductor. Un singur LED din seria Z-Power P7 atinge performanța de 900 Lumen la 10 Watt, deci o eficiența de 90 lm/W, echivalând cu un bec obișnuit de 75W.
La 12 mai 2010, firma Nexxus Lighting a prezentat cea mai puternica lampă LED de uz casnic disponibilă pe piață, cu o eficiență de 50 Lumen/Watt. Luminozitatea lămpii Array LED PAR38 este comparabilă cu cea a unui bec obișnuit/standard de 75 Watt atingând 985 Lumen la un consum de numai 18-20 Watt, fiind în același timp și variabilă.
La 12 aprilie 2010, firma Toshiba a prezentat prototipul celei mai puternice lămpi LED de uz casnic și industrial, cu o eficiență de 120 Lumen/Watt. Luminozitatea lămpii led este comparabilă cu cea a unui bec obișnuit/standard de 100 Watt, atingând 1690 Lumen.
La 18 decembrie 2012, firma Cree a prezentat Lampa LED XLamp MK-R cu o eficiență de 200 Lumen/Watt si cu o dimensiune de 7 x 7 mm. Luminozitatea lămpii led este comparabilă cu cea a unui bec incandescent de 120 Watt, atingând 1769 Lumen la 15 W și 85°C.
La 5 martie 2013, firma Cree a prezentat Lampa LED de uz casnic cu o eficiență de 84 Lumen/Watt, consum 9 - 9,5 Watt, preț sub 10$ în varianta de 40W și fasung standard E27. Luminozitatea lămpii led este comparabilă cu cea a unui bec incandescent de 60 Watt, atingând până la 800 Lumen, fiind și variabilă (în combinație cu un variator de tensiune).

## Led organic
Led-ul organic denumit și OLED este o sursă de lumină plană formată din mai multe straturi extrem de subțiri din materiale organice (care au la bază carbonul), ce pot emite lumină albă sau de diverse culori la trecerea curentului. Chiar dacă se numesc organice, ele nu sunt biodegradabile. 

## Galerie foto

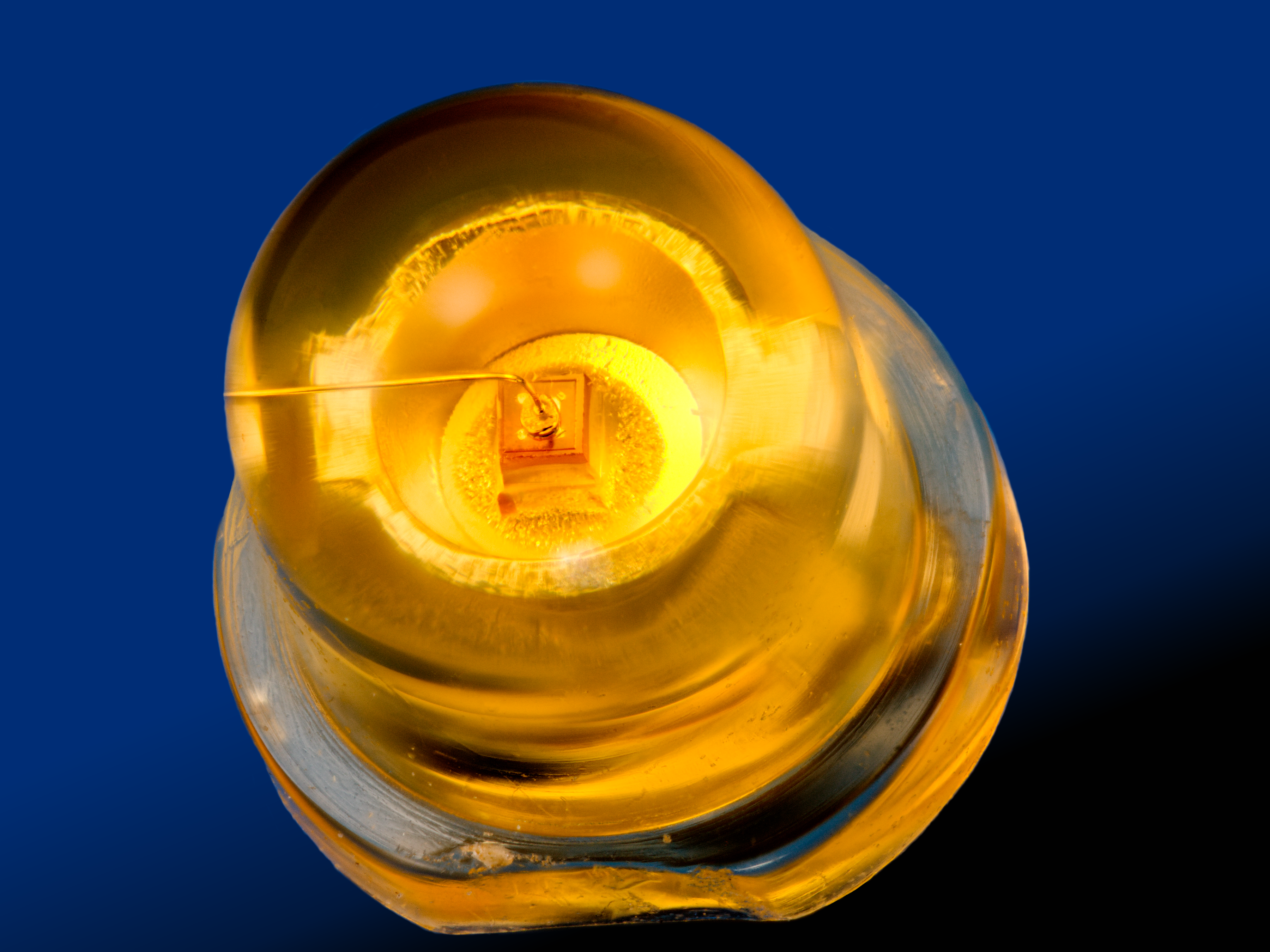
LED portocaliu cu diametrul de 3mm
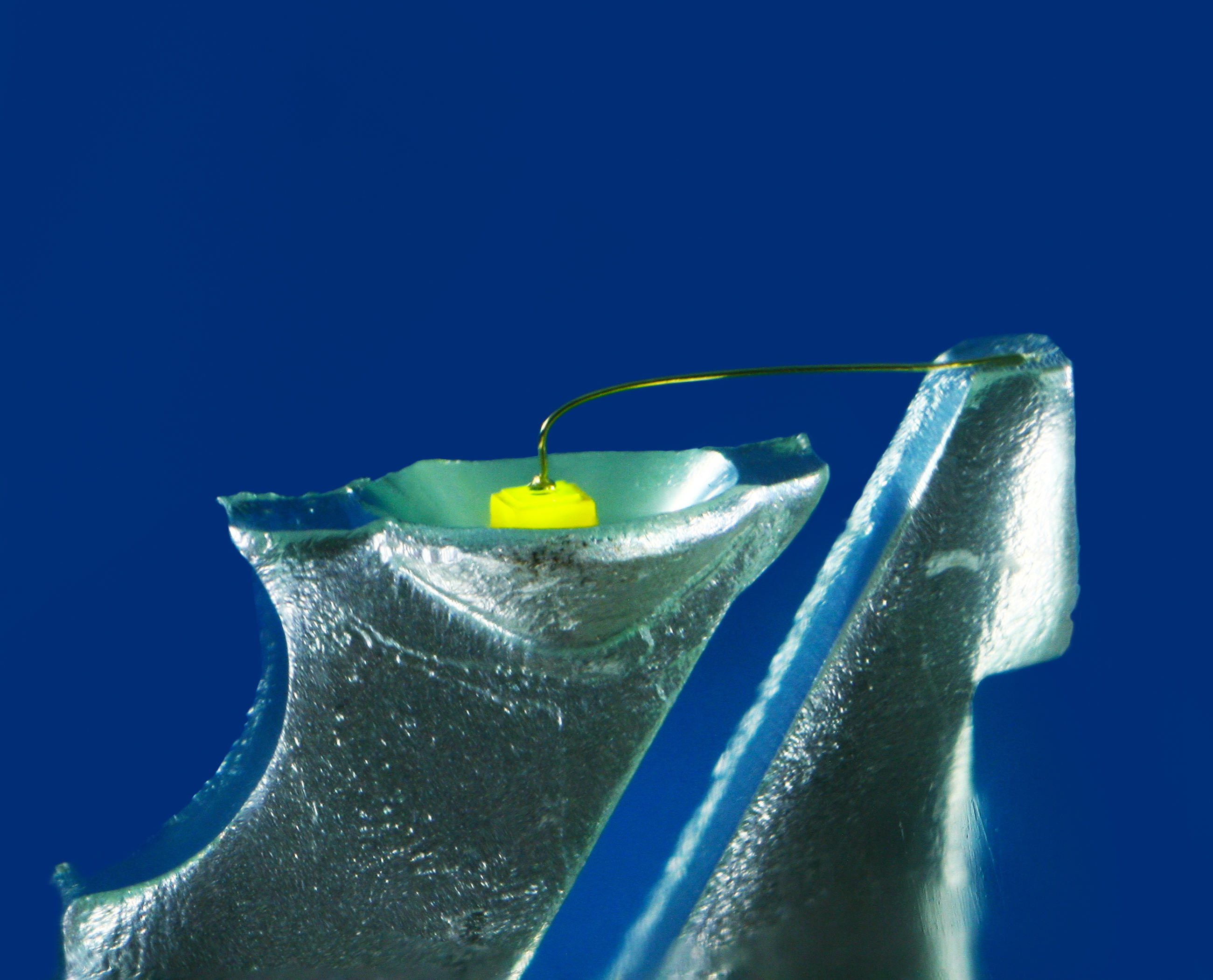
LED verde de 5 mm
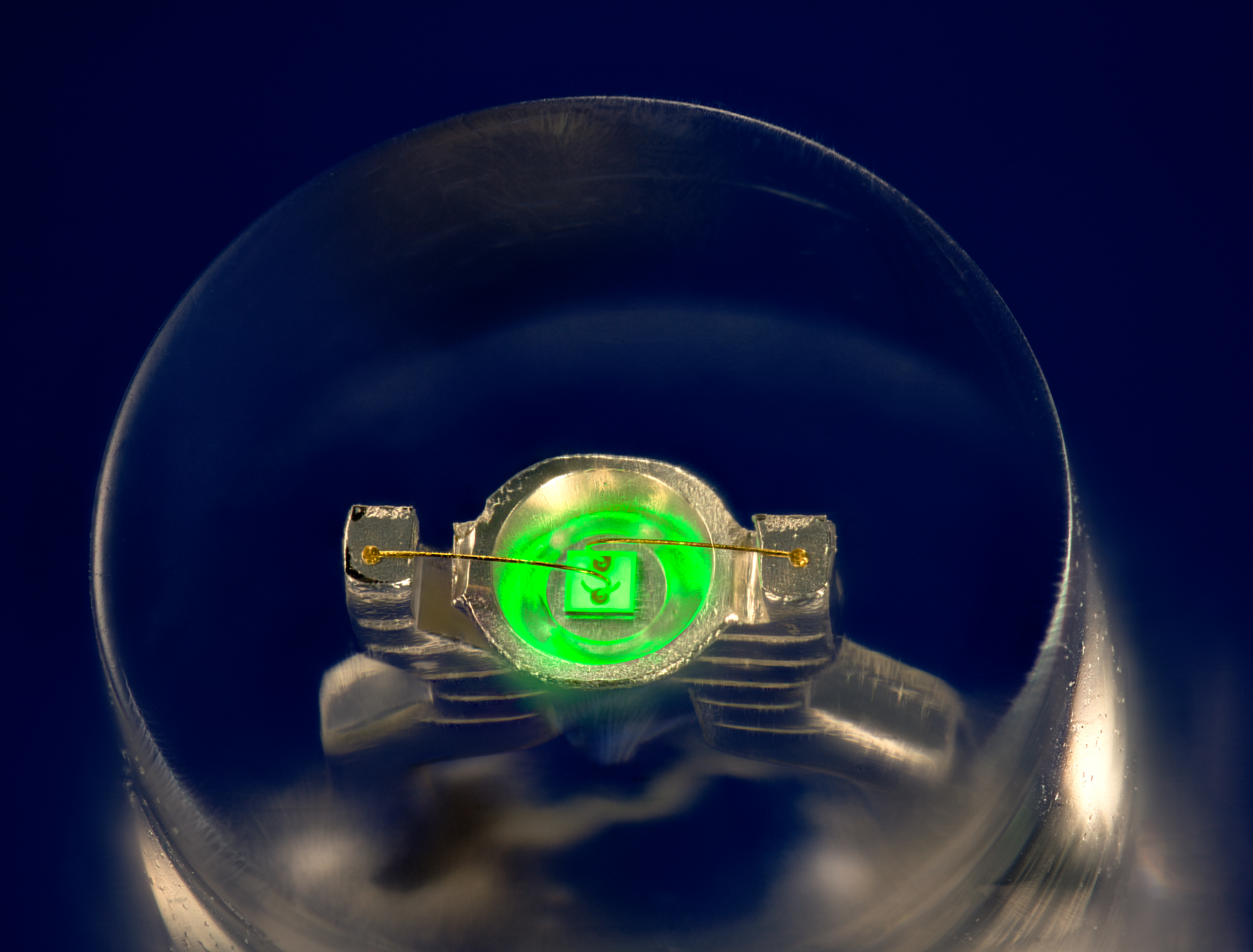
LED InGaN/GaN verde cu diametrul de 3mm
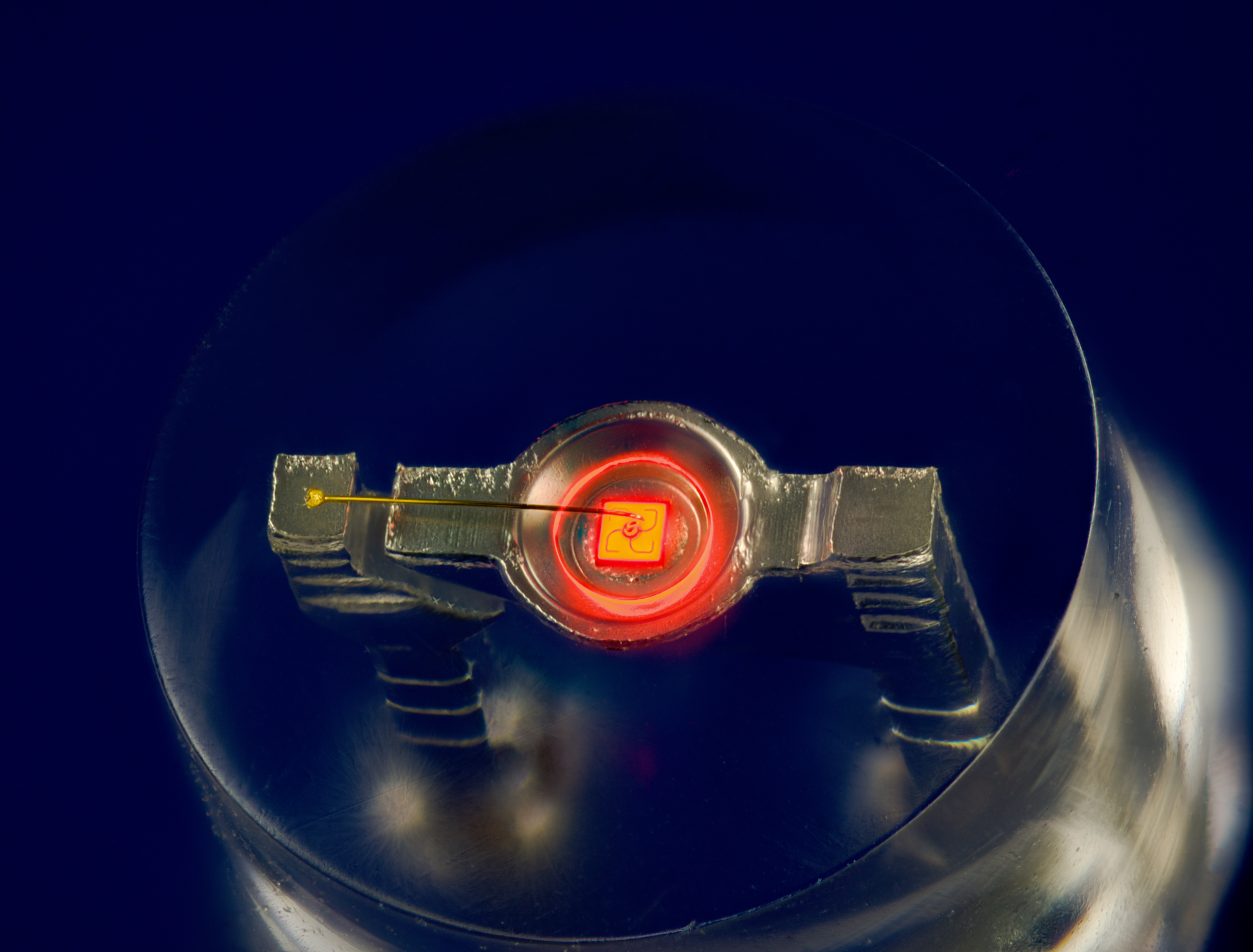
LED roșu cu diametrul de 5mm
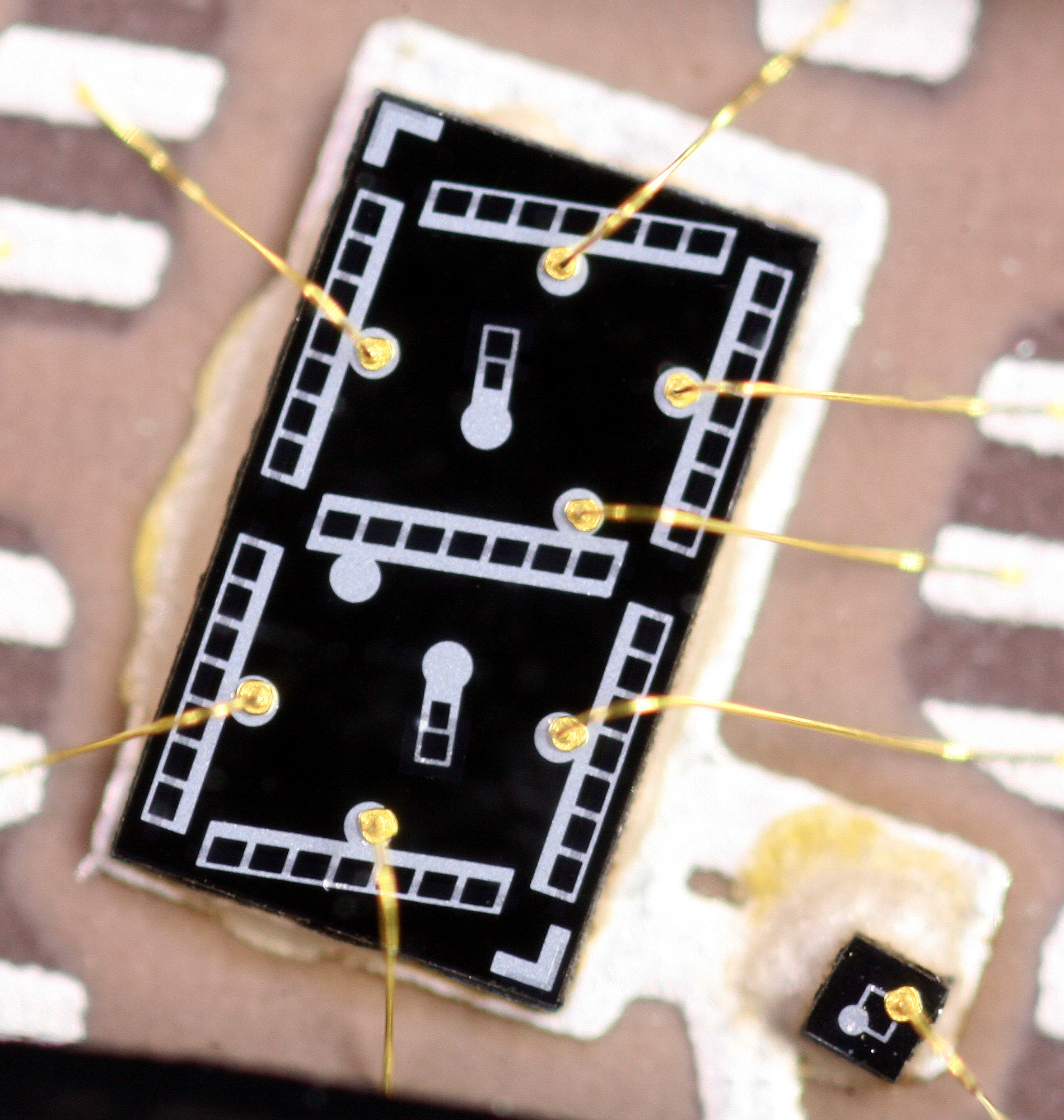
Un digit de la un afișaj cu LED-uri de tip 7 segmente utilizat la un calculator de buzunar Texas Instruments TI-2500
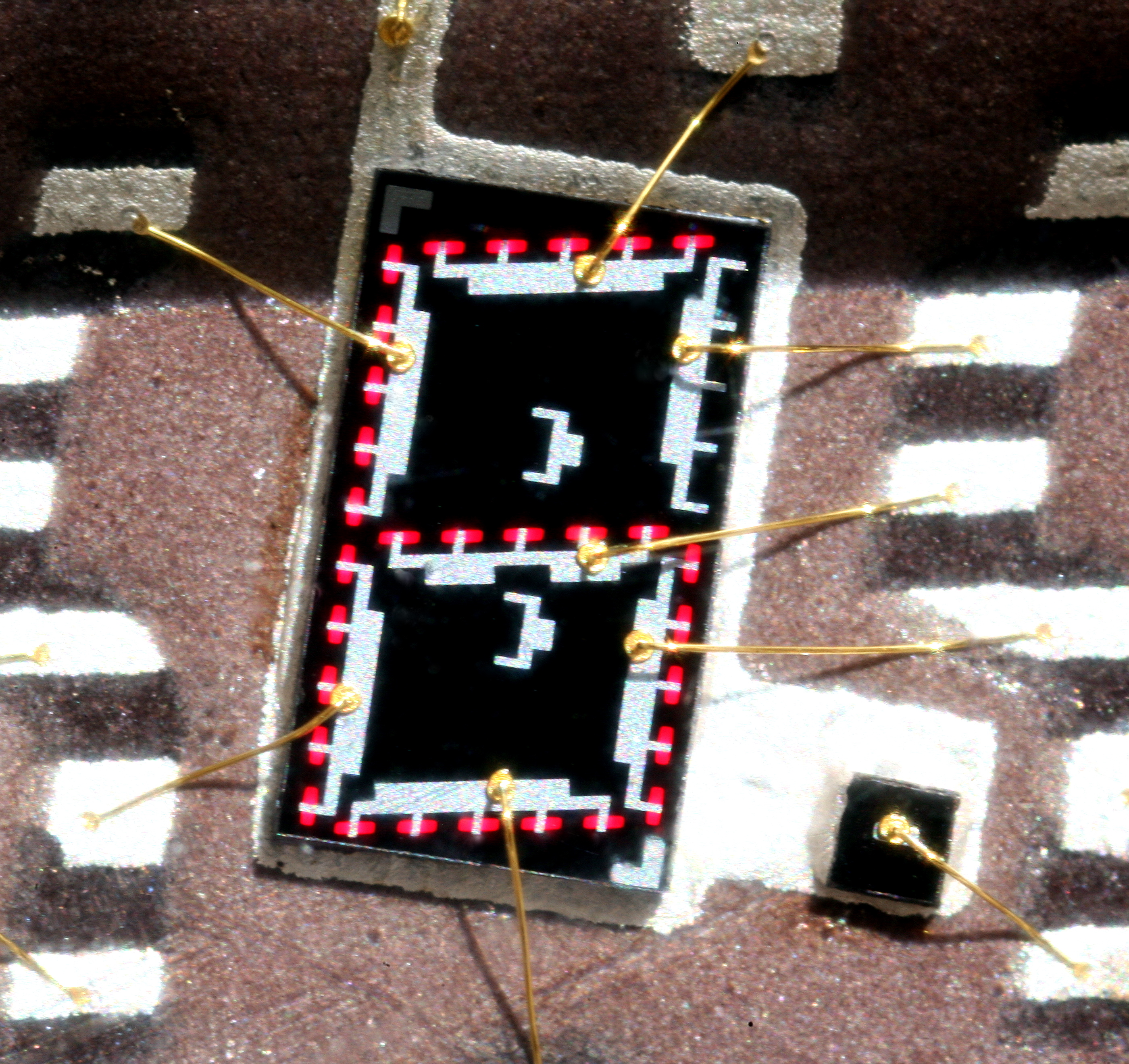
Un digit de la un afișaj cu LED-uri de tip 7 segmente utilizat la un calculator de buzunar Canon LE-10
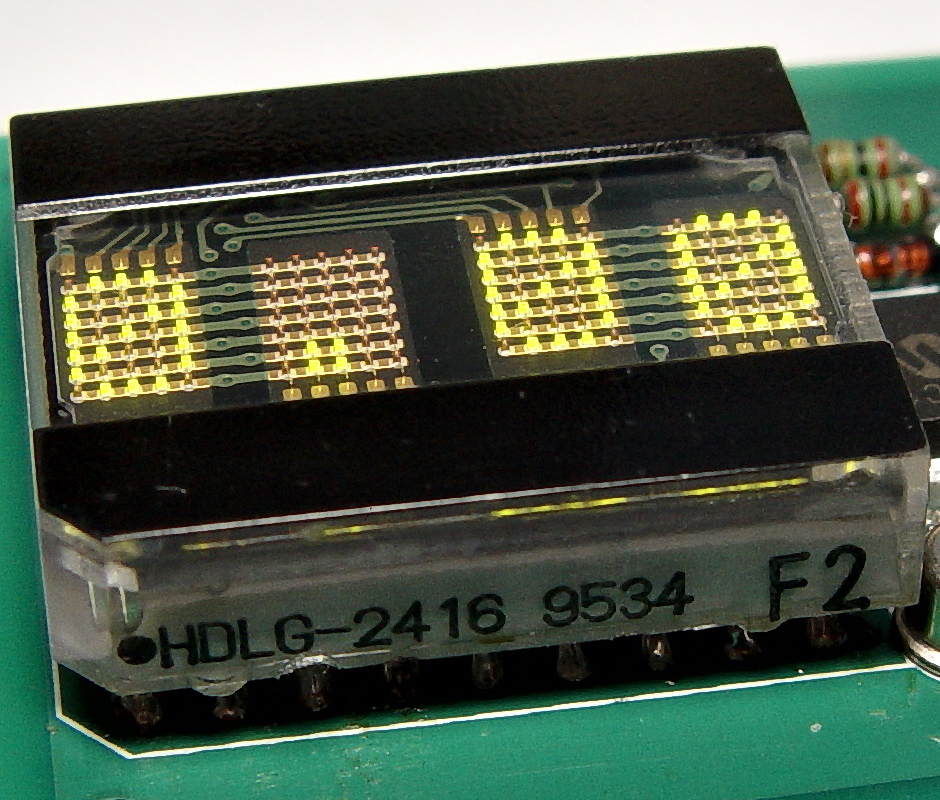
HDLG-2416 este un circuit integrat care stochează și decodează date ASCII pe 7 biți și le afișează utilizând 4 charactere alfanumerice organizate în 5 x 7 puncte.
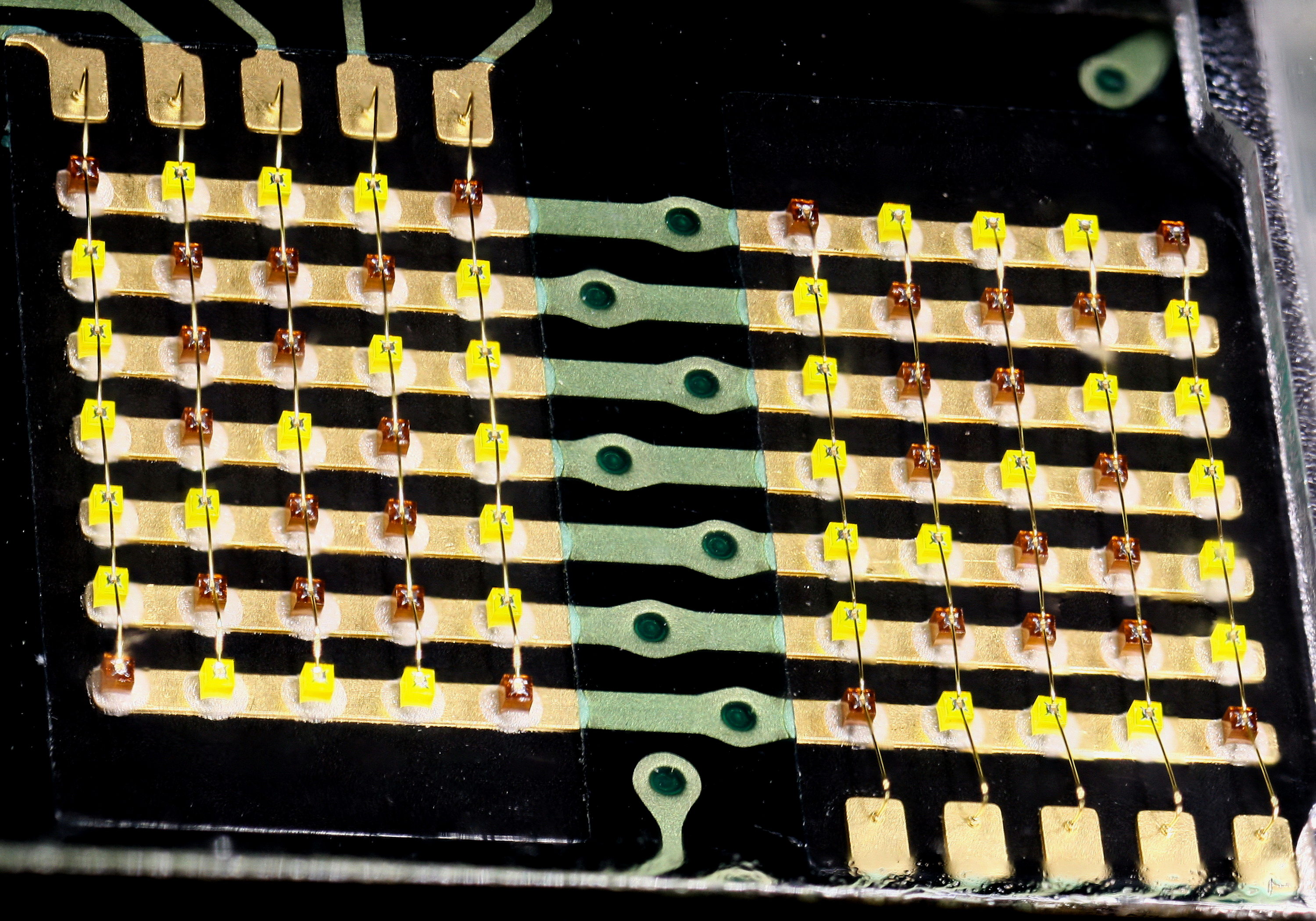
detaliu de conectare LED-uri pentru HDLG-2416 (7 x 5 Dot Matrix Green)
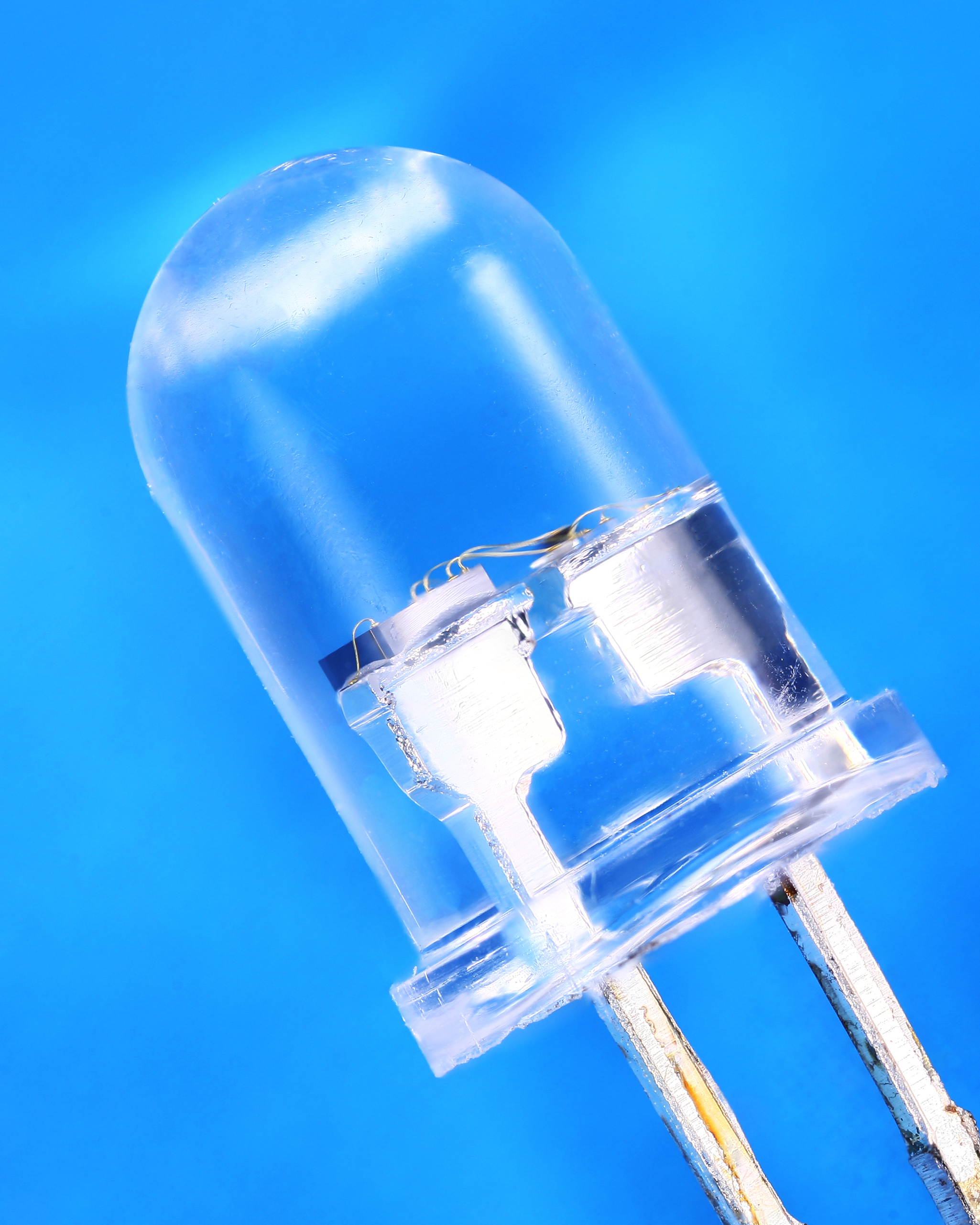
"Cycling RGB LED" conține un microcircuit care controlează variația intensității luminii prin modulația lățimii impulsurilor tensiunii (PWM) aplicate celor trei LED-uri: roșu, verde și albastru.
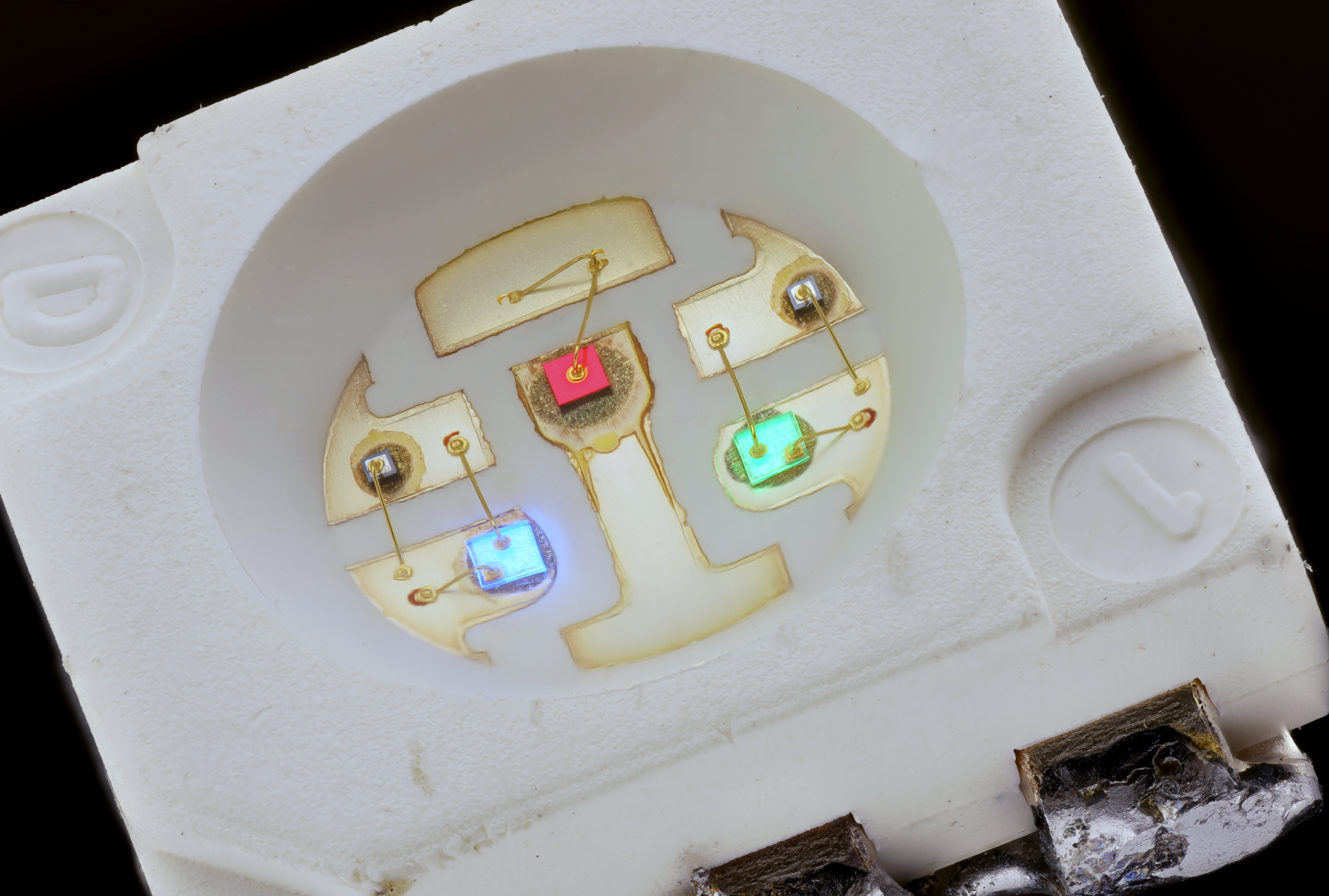
LED SMD RGB din seria "5050" (dimensiunea cipurilor este de 5,0 mm x 5,0 mm). Fiecare conține într-o singură carcasă trei cristale LED de 20 mA, câte un LED pentru fiecare culoare: roșu, verde și albastru.